# ティティア・デ・ランゲ
ティティア・デ・ランゲ（Titia de Lange、1955年11月11日 - ）は、オランダの生物学者。ロックフェラー大学教授。テロメアが有害なDNA修復およびDNA損傷応答から保護されるメカニズムを解明した。

## 経歴
ロッテルダム出身。1985年にアムステルダム大学から生化学のPh.D.を取得し、カリフォルニア大学サンフランシスコ校のハロルド・ヴァーマスの下でポスドクとなる。1997年から現職。2022年、王立協会外国人会員選出。

## 受賞歴
- 2012年 - ハイネケン賞
- 2013年 - 生命科学ブレイクスルー賞
- 2014年 - ガードナー国際賞
- 2017年 - ローゼンスティール賞